# Junkers Ju 160

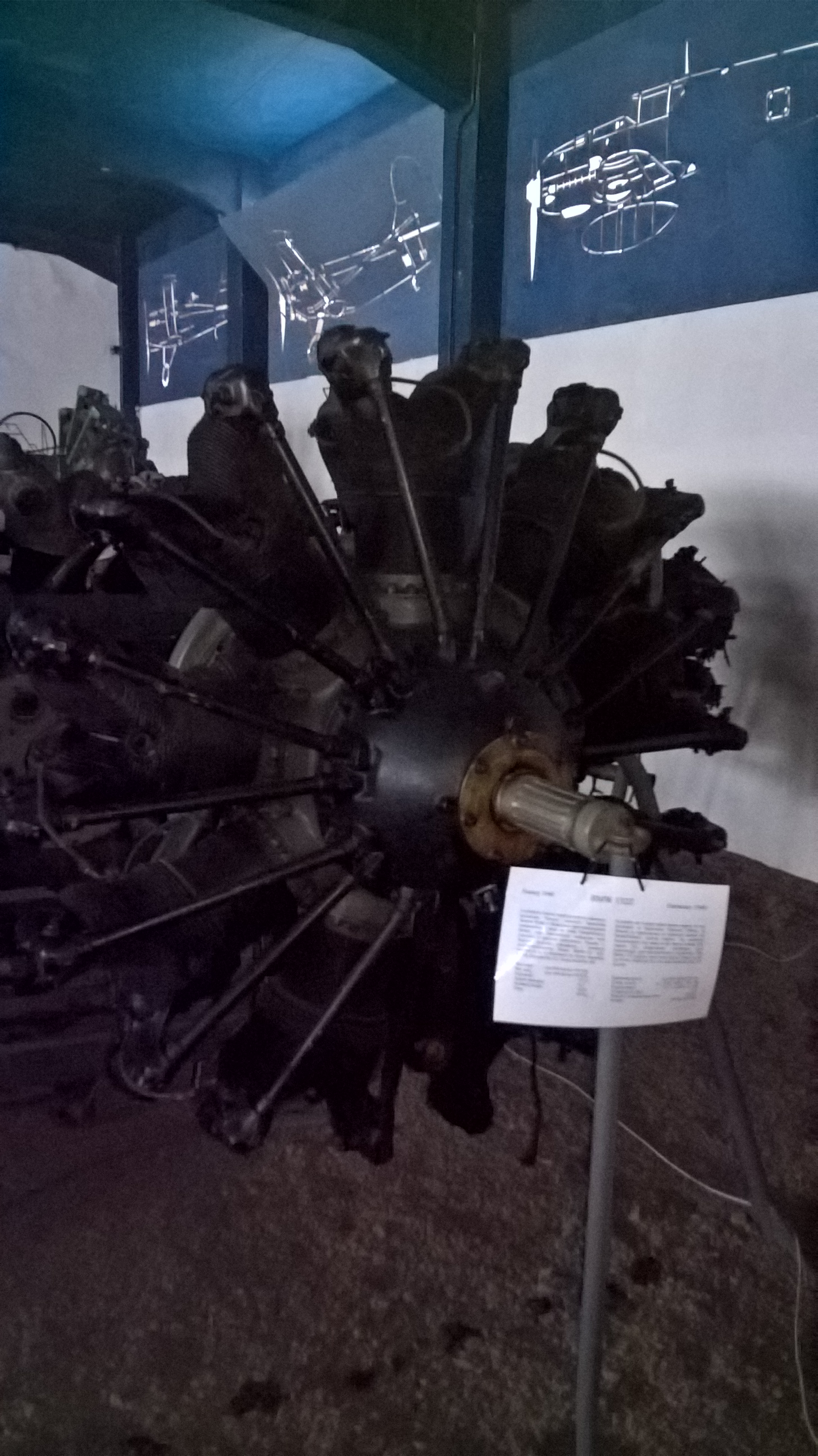
Silnik BMW 132 eksponowany w MLP w Krakowie.

Junkers Ju 160 – niemiecki samolot pasażerski zbudowany w wytwórni Junkers na bazie modelu Ju 60.

## Historia
Prototyp został oblatany 30 stycznia 1934 r. Jego konstrukcja była specjalnie przystosowana do osiągania wysokich prędkości. Był używany przez Lufhansę do wybuchu II wojny światowej, m.in. na linii Wrocław – Praga – Monachium.